# گالینا گوروخوا
گالینا گوروخوا ورزشکار زن رشتهٔ شمشیربازی اهل کشور اتحاد جماهیر شوروی است. وی در بین سال‌های ‎۱۹۶۰ تا ۱۹۷۲ میلادی در مسابقات بازی‌های المپیک تابستانی در مجموع ۵ مدال، شامل ۳ مدال طلا و ۱ نقره و ۱ برنز را کسب کرد.